# Carlos Blanco Pérez
Carlos Alberto Blanco Pérez (ur. 7 marca 1986 roku w Madrycie) – hiszpański pisarz, egiptolog, filozof, chemik, w dzieciństwie określany jako cudowne dziecko. 
Jest autorem Conciencia y Mismidad, Athanasius i The integration of knowledge. W 2015 roku został wybrany do Światowej Akademii Sztuki i Nauki i jest członkiem Europejskiej Akademii Nauki i sztuki. 

## Życiorys
W maju 1998 roku, po otrzymaniu najwyższego wyniku w kursie na temat egipskich hieroglifów oferowanego przez Hiszpańskie Stowarzyszenie Egipskie, został uznany przez hiszpańską gazetę El Mundo za najmłodszego egiptologa w Europie.
Jest członkiem wydziału Papieskiego Uniwersytetu Comillas, jezuickiej instytucji w Madrycie, gdzie uczy filozofii, a także członkiem założycielem The Altius Society, globalnego stowarzyszenia młodych liderów, które organizuje coroczną konferencję na Uniwersytecie Oksfordzkim. Uzyskał doktorat z filozofii, teologii oraz tytuł magistra chemii.